# Nagatoro
Nagatoro (長瀞町, Nagatoro-machi) est un bourg du district de Chichibu, situé dans la préfecture de Saitama, au Japon.

## Géographie

### Situation
Nagatoro est situé dans l'ouest de la préfecture de Saitama, dans le Grand Tokyo.

### Municipalités limitrophes
| Honjō  | Honjō    | Misato |
| Honjō  | Nagatoro | Yorii  |
| Minano | Minano   | Minano |

### Démographie
Au 1er décembre 2013, la population de Nagatoro s'élevait à 7 541 habitants répartis sur une superficie de 30,40 km2. Au 1er janvier 2024, la population était de 6 516 habitants.

### Hydrographie
Le bourg est traversé par le fleuve Ara du nord au sud.

## Histoire
Le bourg de Nagatoro a été créé le 1er novembre 1971, de la fusion de l'ancien bourg de Nagami avec les anciens villages de Higuchi et Shiratori.

## Culture locale et patrimoine

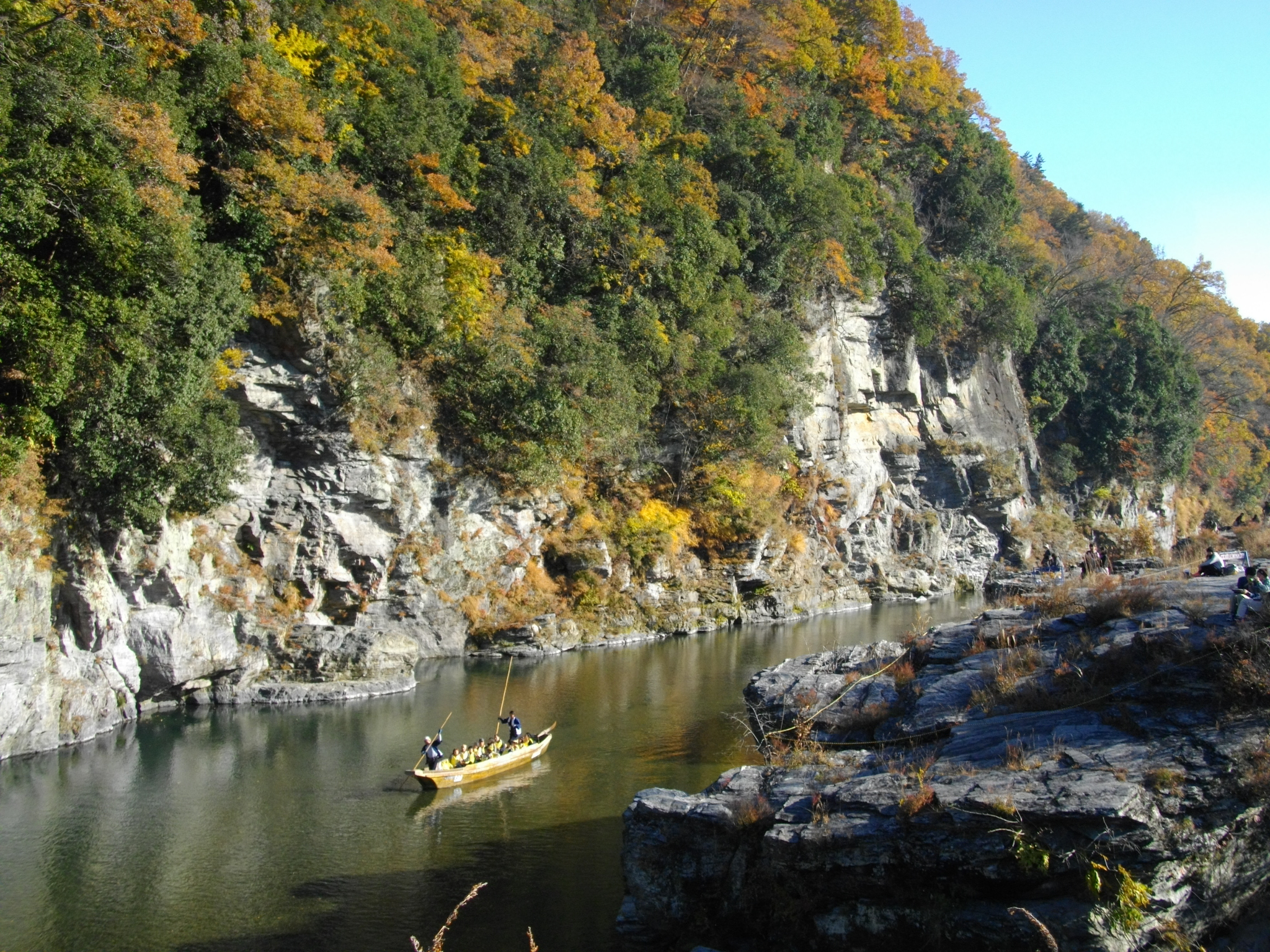
Gorges de Nagatoro.

Les gorges de Nagatoro font partie des 100 paysages du Japon de l'ère Shōwa et de l'ère Heisei.

## Transports
Nagatoro est desservi par la ligne principale Chichibu de la Chichibu Railway.